# 張孔山
張孔山（生卒年不詳），法名合修，又號半髯子，清朝末年道士、蜀派（即川派）古琴演奏家。

## 生平
張孔山幼年曾師從馮彤雲學習古琴，咸豐年間（1851-1861）在四川青城山做道士，同時也教授古琴。他亦嘗雲遊各地，與灌县道士杨紫东、《錢氏十操》之作者錢綬詹等友善。
光绪元年（1875），他作为唐彝铭的清客协助後者搜集了數百首琴曲琴譜，并加以考訂編修，得《天聞閣琴譜》。此書後來由張孔山的弟子葉介福出資刊發。除去葉介福外，其真傳弟子還有顧梅羹的祖父顧玉成。
張孔山所傳曲目中以七十二滾拂《流水》最為著名，亦是其代表作，傳承至今有三大版本：
- 《天闻阁琴谱》。管平湖演奏的版本即根據此譜，1977年其中一份錄音被收錄在航海家計畫的金唱片內。[1][3][4]
- 《琴硯齋藏谱》。卫仲乐、林友仁、林晨、戴曉蓮等人根據此譜彈奏。
- 《百瓶斋琴谱》，華陽顧氏家傳，亦收錄於顾梅羹的《琴学备要》。有顾梅羹的錄音存世。

現都江堰市二王廟有張孔山紀念館。